# Thorne Bay
Thorne Bay é uma cidade localizada no estado americano de Alasca, no Prince of Wales-Outer Ketchikan Census Area.

## Demografia
Segundo o censo americano de 2000, a sua população era de 557 habitantes.
Em 2006, foi estimada uma população de 502, um decréscimo de 55 (-9.9%).

## Geografia
De acordo com o United States Census Bureau, a localidade tem uma área de 78,6 km², dos quais 66,1 km² cobertos por terra e 12,5 km² cobertos por água.

## Localidades na vizinhança
O diagrama seguinte representa as localidades num raio de 48 km ao redor de Thorne Bay.